# Mein Vater wird gesucht
Mein Vater wird gesucht ist der Titel eines Arbeiterliedes, das 1935 von Hans Drach getextet und von Gerda Kohlmey komponiert wurde.

## Entstehung
Der Liedtext wurde von dem 1914 geborenen Hans Drach geschrieben, der nach der Machtergreifung durch die Nationalsozialisten in die Sowjetunion emigriert war. Er sandte den Text an die im Exil in Prag lebende Gisela Kohlmey, die ihn vertonte. Das Lied wurde erstmals am 22. August 1935 in der A-I-Z abgedruckt.

## Form und Inhalt
Das Lied besteht aus fünf jeweils fünfzeiligen Strophen ohne Refrain. Aus der Erzählperspektive eines Kindes wird in schlichten Worten die Verfolgung und Ermordung des Vaters durch die SA beschrieben. Während in den ersten Strophen die Ungewissheit über sein Schicksal und die Auswirkungen seines Verschwindens auf die Familie („Die Mutter aber weint“) im Vordergrund stehen, wird in der letzten Strophe die Fortsetzung seines Kampfes gegen die Nazis angekündigt („Wir werden doch vollenden, was er nicht konnt‘ beenden“).

## Versionen
Die Gruppe Zupfgeigenhansel nahm das Lied 1977 für ihr Album Volkslieder 2 auf. Herman van Veen nahm eine Live-Version für sein 1984 erschienenes Album Und er geht und er singt auf. Das Lied findet sich auch auf mehreren Kompilationen von Arbeiterliedern, darunter das 1973 veröffentlichte Doppelalbum 100 Jahre Deutsches Arbeiterlied, auf dem es vom Rundfunk-Kinderchor Berlin vorgetragen wird.
Der rechtsextreme Liedermacher Frank Rennicke bemächtigte sich des Liedes in seinem Album Anderes aufgelegt, Andere(r) Lieder Teil II. Den Text, den er von seinen Kindern singen lässt, änderte er dabei an zwei Stellen ab, um sich selbst als Verfolgten darzustellen. Statt „Oft kam zu uns SA“ heißt es bei ihm „Oft kamen sie zu uns“ und aus „Es sagten die Genossen, SA hätt’ ihn erschossen“ machte Rennicke „Es sagten Kameraden, Man hätte ihn erschlagen“. Walter Mossmann bezeichnete diese Umdeutung als „eitle Selbstinszenierung“ und „ganz schön ekelhaft“.
Der Rapper Danger Dan ließ den Song mehrfach bei seinen Konzerten im Rahmen der Tournee zum Album „Das ist alles von der Kunstfreiheit gedeckt“ von einem Streichquartett aufführen. Bei den beiden Konzerten zu seinem 40. Geburtstag in der Parkbühne Wuhlheide ließ Danger Dan das Stück in einer Instrumentalversion von einem kompletten Orchester spielen.